# Caudron R.11
Caudron R.11 – francuski trzymiejscowy samolot bombowy, rozpoznawczy i myśliwiec eskortowy w układzie dwupłatu z okresu I wojny światowej, zaprojektowany przez inż. Paula Deville’a i zbudowany w wytwórni Société des Avions Caudron. Używana przez Aéronautique Militaire od połowy 1918 roku maszyna najlepiej sprawdziła się, eskortując bombowce Breguet XIV podczas nalotów, a na liście francuskich asów znajduje się czterech strzelców pokładowych z R.11.

## Historia
Projekt samolotu Caudron R.11 został zapoczątkowany przez jednego z głównych konstruktorów zakładów Société des Avions Caudron René Caudrona jako rozwinięcie bombowca Caudron R.4, oblatanego w czerwcu 1915 roku. Zadanie zbudowania ulepszonego modelu spadło na świeżo pozyskanego przez wytwórnię inż. Paula Deville’a, który wywiązał się z niego na początku 1917 roku projektując trzyosobowy, dwusilnikowy samolot w koncepcji dwupłatu. W porównaniu do poprzednika miał on mniejszą rozpiętość; zlikwidowano też przednie koło. Prototyp przeszedł próby w locie w marcu 1917 roku, po czym został skierowany do produkcji seryjnej. Ogółem wyprodukowano około 370 egzemplarzy wszystkich wersji samolotu.
W 1918 roku powstała nowa wersja samolotu, nazwana Caudron R.12. Różniła się ona od pierwowzoru zastosowaniem mocniejszych silników Hispano-Suiza 8Fb o mocy 220 kW (300 KM) każdy. Zbudowany w jednym egzemplarzu samolot testowany był między latem 1918 a jesienią 1919 roku, jednak przyrost osiągów nie był na tyle znaczący, by maszyna trafiła do produkcji i dalsze prace nad konstrukcją zostały przerwane.

## Użycie
Wprowadzony w lutym 1918 roku do służby w Aéronautique Militaire początkowo miał pełnić funkcję samolotu do współpracy z armią i bombowego, jednak najbardziej pożyteczny okazał się w wersji Caudron R.11A3 jako myśliwiec eskortujący. Od lipca 1918 roku używany był w takim charakterze do eskorty bombowców Breguet XIV podczas dziennych nalotów, odnosząc przy tym spore sukcesy. Straty wypraw bombowych osłanianych przez R.11 spowodowane przez myśliwce wroga były znacznie mniejsze niż straty zadane ogniem artylerii przeciwlotniczej. Na liście francuskich asów znajduje się czterech strzelców pokładowych z R.11, z których najskuteczniejszym został sierż. Mario Vitalis z dorobkiem ośmiu zestrzeleń. Prócz tego maszyna używana była do zadań rozpoznawczych.
Do czasu zakończenia działań wojennych samoloty Caudron R.11 stanowiły wyposażenie sześciu 15-samolotowych eskadr (fr. Escadrille), m.in. 46, 245 i 248. Maszyny weszły też w skład lotnictwa Amerykańskiego Korpusu Ekspedycyjnego.

## Opis konstrukcji i dane techniczne
Caudron R.11 był dwusilnikowym, trzyosobowym eskortowym dwupłatem myśliwskim lub bombowym o konstrukcji mieszanej. Kadłub tworzyła kratownica z rur stalowych pokryta płótnem. Rozpiętość górnego płata wynosiła 17,92 metra, zaś dolnego 16,9 metra. Powierzchnia nośna wynosiła 54,25 m². Długość samolotu wynosiła 11,22 metra, a wysokość 2,8 metra. Masa własna płatowca wynosiła 1422 kg, zaś masa całkowita (startowa) 2167 kg. Masa użyteczna (bez paliwa) wynosiła 405 kg. Kabiny załogi odkryte, pojedyncze, z miejscem pilota usytuowanym pomiędzy kabinami strzelców, co ograniczało jego widoczność. Podwozie klasyczne, stałe, z podwójnymi niezależnie zawieszonymi kołami i płozą ogonową.
Napęd pierwszej serii stanowiły umieszczone w komorze płatów dwa chłodzone cieczą 8-cylindrowe silniki widlaste Hispano-Suiza 8Bda o mocy 158 kW (215 KM) każdy, napędzające drewniane dwułopatowe śmigła ciągnące firmy Levasseur. Później stosowano mocniejsze silniki Hispano-Suiza 8Beb o mocy 173 kW (235 KM). Zbiorniki paliwa miały pojemność 220 litrów. Prędkość maksymalna na wysokości 2000 metrów wynosiła 183 km/h, zaś na wysokości 4000 metrów samolot rozwijał 173 km/h. Długotrwałość lotu wynosiła 3 godziny. Maszyna osiągała wysokość 2000 metrów w czasie 8 minut 10 sekund, 3000 metrów w 14 minut 18 sekund, zaś na osiągnięcie 5000 metrów samolot potrzebował 39 minut. Pułap maksymalny wynosił 5950 metrów, a zasięg wynosił 600 km.
Uzbrojenie składało się z pięciu ruchomych karabinów maszynowych Lewis kalibru 7,7 mm: zdwojonych, zamontowanych na obrotnicach Scarffa na przednim i tylnym stanowisku strzelców pokładowych i pojedynczego, strzelającego w dół do tyłu (obsługiwanego przez przedniego strzelca). W wersji bombowej samolot mógł zabrać bomby o łącznym wagomiarze 120 kg, co powodowało ograniczenie liczby karabinów maszynowych do trzech.